# Дубенська волость
Дубенська волость — адміністративно-територіальна одиниця Дубенського повіту Волинської губернії з центром у повітовому місті Дубно (органи управління розміщувалися у передмісті міста Дубно селі Сурмичі, з кінця ХІХ ст. — безпосередньо у місті Дубно).
Станом на 1886 рік складалася з 22 поселень, 14 сільських громад. Населення — 7651 особа (3791 чоловічої статі та 3860 — жіночої), 809 дворових господарства.
|                     | Площа, десятин | У тому числі орної, десятин |
| ------------------- | -------------- | --------------------------- |
| Сільських громад    | 9784           | 6363                        |
| Приватної власності | 12193          | 4535                        |
| Казенної власності  | 105            | —                           |
| Іншої власності     | 476            | 312                         |
| Загалом             | 22538          | 11210                       |

## Основні поселення волості
- Сурмичі — колишнє власницьке село за ½ версти від повітового міста, 93 особи, 20 дворів; волосне правління, православна церква. За 2 версти - залізнична станція Дубно.
- Вигнанка — колишнє державне село при річці Іква, 90 осіб, 13 дворів, постоялий будинок, цегельний завод.
- Знесення — колишнє власницьке село при річці Іква, 87 осіб, 15 дворів, цегельний завод.
- Іванне — колишнє власницьке село при річці Іква, 440 осіб, 60 дворів, православна церква, постоялий будинок, кузня, 3 водяних млини.
- Мирогоща — колишнє власницьке село, 468 осіб, 57 дворів, православна церква. Поряд колонія чехів із 837 жителями, молитовним буднком, школою, постоялим будинком, 3 лавками
- Погорільці — колишнє власницьке село, 1070 осіб, 143 двори, православна церква, постоялий будинок.
- Підбірці — колишнє власницьке село при річці Іква, 317 осіб, 50 дворів, православна церква, постоялий будинок.
- Рачин  — колишнє власницьке село, 704 особи, 116 дворів, православна церква, каплиця, школа, постоялий будинок.
- Страклів — колишнє власницьке село при річці Іква, 220 осіб, 28 дворів, православна церква, постоялий будинок.
- Тараканів — колишнє власницьке село, 279 осіб, 47 дворів, православна церква, постоялий будинок.

## Польський період
Після окупації поляками Волині Дубенська волость почалась називатися сільською ґміною Дубно і входила до Дубенського повіту новоутвореного Волинського воєводства другої Речі Посполитої.
Розпорядженням міністра внутрішніх справ 31 жовтня 1933 р. територія міста Дубно розширена шляхом вилучення з сільської ґміни Дубно і включенням до міста Дубно сіл Сурмичі, Забрам'я, Знесіння, Цегельня, Підбірці, частини села Вигнанка, заплави Страклівщина і урочища Пасіка від села Страклів, парку Палестина, Дубенського ставу і земель католицького монастиря Сестер Божого Провидіння.
На 1936 рік гміна складалася з 39 громад:
1. Олександрівка — колонія: Олександрівка;
2. Бортниця — селище: Бортниця, військове селище: Бортниця;
3. Гірники — село: Гірники;
4. Іваннє — село: Іваннє;
5. Яблунівка — колонія: Яблунівка;
6. Яструбиця — селище: Яструбиця;
7. Кліщиха — колонія: Кліщиха;
8. Красниця Уланська — селище: Красниця і військове селище: Красниця Уланська;
9. Кривуха — село: Кривуха та колонії: Кривуха, Круча і Смолярня;
10. Липа — село: Липа;
11. Людгартівка — колонія: Людгартівка;
12. Лебедянка — селище: Лебедянка;
13. Мирогоща Руська — село: Мирогоща Руська;
14. Мирогоща Чеська — село: Мирогоща Чеська;
15. Мирогоща Нова — село: Мирогоща Нова;
16. Панталія — село: Панталія та колонія: Поднєсєнє сьвєнтего Кшижа;
17. Погорільці — село: Погорільці та селище: Погорільці;
18. Рачин — село: Рачин, фільварок: Рачин та хутір: Рачин;
19. Сади Великі — село: Сади Великі;
20. Сади Малі — село: Сади Малі;
21. Страклів Руський — село: Страклів Руський;
22. Страклів Чеський — колонія: Страклів Чеський;
23. Тараканів — село: Тараканів;
24. Томашівка — колонія: Томашівка та хутір: Томашівка;
25. Великополянка — селище: Великополянка;
26. Вітосівка — селище: Вітосівка;
27. Волиця Страклівська — село: Волиця Страклівська Дубно;
28. Волиця Збитинська — селище: Волиця ЗбитинськаКлинці (Дубенський район) ;
29. Вигнанка — село: Вигнанка;
30. Забрам'я — село: Забрам'я;
31. Замчисько — село: Замчисько;
32. Загірці Великі — село: Загірці Великі;
33. Загірці Малі — село: Загірці Малі;
34. Завалля Руське — село: Завалля Руське;
35. Завалля Чеське — село: Завалля Чеське;
36. Збитин — село: Збитин та хутір: Збитин;
37. Здовбиця — село: Здовбиця;
38. Зглинець — село: Зглинець;
39. Знесіння — село: Знесіння.

Після радянської анексії західноукраїнських земель ґміна ліквідована у зв'язку з утворенням Дубенського району.